# 原田重久
原田 重久（はらだ しげひさ、1901年1月16日 - 1985年12月14日）は、昭和時代後期日本の郷土史家、脚本家、作詞家。

## 経歴
1901年（明治34年）、東京府北多摩郡谷保村（現在の東京都国立市）に生まれる。1930年（昭和5年）、サンデー毎日主催の大衆文芸賞で『失踪する鮒次郎』が同年上期の佳作を受賞。
谷保村役場の主事を務めていた1947年（昭和22年）3月、東京都が行った「東京都歌」作詞の懸賞募集において応募作が一等入選で採用された。同年4月の第1回統一地方選挙で村議会議員選挙に無所属で立候補し初当選、谷保村議・国立町議を務める。
1955年（昭和30年）に町議を退いた後はラジオドラマやテレビ人形劇の脚本家、教育番組『世界と日本』のコメンテーターとして活動した。晩年は郷土史家として多摩地域の民俗や伝承に関する研究に従事し、公立学校の校歌を多数作詞している。
1985年（昭和60年）12月14日逝去。享年85（満84歳没）。

## 著書・作品
- 国立風土記（逃水亭書屋、1967年）
- 国立歳時記（逃水亭書屋、1969年）
- 多摩・ふるさとの唄（虹有社、1971年）
- 谷保天満宮物語 天神さまとふるさと（谷保天満宮社務所、1972年）
- 武蔵野の民話と伝説 全3巻（有峰書院、1974年）
- わが町国立（逃水亭書屋、1975年）
- 武蔵野のわらべ唄と方言（武蔵野郷土史刊行会、1977年）
- むさしの手帖（日本随筆家協会、1979年）
- 雑草の記 ある郷土作家の半生（逃水亭書屋、1981年）
- むさしの有情（日本随筆家協会、1982年）
- 梅林に消えた雪女 おとよ婆さん口伝（けやき、1985年）

### 脚本
全てNHK放送。
人形劇
- 玉藻前（1953年）

ラジオドラマ
- 昔は昔 今は今（1960年）
  - ああ我が家（4月20日放送）
  - 山を行く（7月20日放送）
- 燕子花妻（1962年）
- 芸術劇場 白雲先生（1962年）

### 作詞
- 東京都歌
- 国立市立国立第一小学校校歌
- 国立市立国立第四小学校校歌
- 立川市立第四小学校校歌
- 立川市立第七小学校校歌
- 立川市立第二中学校校歌
- 三鷹市立第三小学校校歌
- 瑞穂町立瑞穂第四小学校校歌
- 国立市立国立第一中学校校歌
- 東京都立国立高等学校校歌
- 東京都立文京盲学校校歌